# マリオン郡 (アーカンソー州)
マリオン郡（英: Marion County）は、アメリカ合衆国アーカンソー州の北部に位置する郡である。2010年国勢調査での人口は16,653人であり、2000年の16,140人から3.2%増加した。郡庁所在地はイェールビル市（人口1,204人）であり、同郡で人口最大の都市はブルショールズ市（人口1,950人）である。マリオン郡はアーカンソーが州に昇格した直後の1836年9月25日に州内35番目の郡として設立され、郡名はアメリカ独立戦争で将軍を務めたフランシス・マリオンに因んで名付けられた。マリオン郡の郡域はサーシー郡から分かれたものだったが、この分割に反対する者が多く、1844年から1850年まで続いた流血のタット・エバレット戦争に繋がった。以前はアルコールの販売が禁止される禁酒郡だったが、2006年の住民投票で解除された。

## 歴史
マリオン郡には以前大きな亜鉛鉱山が盛んだった。ラッシュクリーク鉱業地区の名残はラッシュ歴史地区として保存され、アメリカ合衆国国家歴史登録財に指定されている。

## 地理
アメリカ合衆国国勢調査局に拠れば、郡域全面積は640.35平方マイル (1,658.5 km2)であり、このうち陸地597.70平方マイル (1,548.0 km2)、水域は42.65平方マイル (110.5 km2)で水域率は6.66%である。

### 主要高規格道路
- アメリカ国道62号線/アメリカ国道412号線
- アメリカ国道62号線産業道路
- アメリカ国道62号線支線
- アーカンソー州道14号線
- アーカンソー州道101号線
- アーカンソー州道125号線
- アーカンソー州道178号線
- アーカンソー州道202号線
- アーカンソー州道235号線
- アーカンソー州道980号線

### 隣接する郡
- オザーク郡 (ミズーリ州) - 北
- バクスター郡 - 東
- サーシー郡 - 南
- ブーン郡 - 西
- トーニー郡 (ミズーリ州) - 北西

### 国立保護地域
- バッファロー国立河川（部分）
- バッファロー国立河川原生地
- オザーク国立の森（部分）

## 人口動態

人口ピラミッド

以下は2000年の国勢調査による人口統計データである。
| 基礎データ - 人口: 16,140人 - 世帯数: 6,776 世帯 - 家族数: 4,871 家族 - 人口密度: 10人/km2（27人/mi2） - 住居数: 8,235軒 - 住居密度: 5軒/km2（14軒/mi2） 人種別人口構成 - 白人: 97.52% - アフリカン・アメリカン: 0.12% - ネイティブ・アメリカン: 0.76% - アジア人: 0.20% - 太平洋諸島系: 0.05% - その他の人種: 0.13% - 混血: 1.22% - ヒスパニック・ラテン系: 0.76% 年齢別人口構成 - 18歳未満: 22.1% - 18-24歳: 6.0% - 25-44歳: 23.3% - 45-64歳: 28.5% - 65歳以上: 20.0% - 年齢の中央値: 44歳 - 性比（女性100人あたり男性の人口） - 総人口: 97.9 - 18歳以上: 94.8 | 世帯と家族（対世帯数） - 18歳未満の子供がいる: 26.0% - 結婚・同居している夫婦: 61.3% - 未婚・離婚・死別女性が世帯主: 7.4% - 非家族世帯: 28.1% - 単身世帯: 24.9% - 65歳以上の老人1人暮らし: 12.4% - 平均構成人数 - 世帯: 2.36人 - 家族: 2.79人 収入と家計 - 収入の中央値 - 世帯: 26,737米ドル - 家族: 32,181米ドル - 性別 - 男性: 22,877米ドル - 女性: 17,729米ドル - 人口1人あたり収入: 14,588米ドル - 貧困線以下 - 対人口: 15.2% - 対家族数: 11.5% - 18歳未満: 23.5% - 65歳以上: 14.4% |

## 都市と町
- ブルショールズ
- フリッピン
- パイアット
- サミット
- イェールビル - 郡庁所在地

## 郡区
アーカンソー州の郡はさらに郡区に小区分されている。各郡区には未編入領域と、編入済み自治体がある。現代の郡区にはその維持目的が限られたものになっている。アメリカ合衆国国勢調査局は郡区を元に人口を集計している。また系図調査など歴史的な目的には価値がある。1つ以上の郡区に入っている町や都市は統計調査に基づいて扱われる。州内の他の郡と違ってマリオン郡の郡区は「マリオンカウンティ」と名付けた1区のみであり、その中に全郡が含まれる。